# Трифон Митев
Трифон Димитров Митев е български журналист, политик, поет, писател, книгоиздател и общественик.

## Биография
Роден е на 23 юли 1955 година в Чирпан, България. По произход е от леринското село Лаген. По образование е журналист. Депутат е в VII велико народно събрание, в XXXVI народно събрание и в XL Народно събрание, избран от Коалиция за България в 27-и избирателен район, Стара Загора.
В 1995 година Трифон Митев основава издателство „Лаген“ в Стара Загора, на което е собственик и главен редактор. „Лаген“ издава поезия, белетристика, изследвания, мемоари и публицистика, предимно на автори от региона.